# Arne Svensson
Arne Svensson, född 22 oktober 1955 i Västerstad, är en svensk professor emeritus inom trådlös kommunikation.

## Biografi
Svensson blev 1979 civilingenjör med inriktning elektroteknik vid Lunds tekniska högskola, där han 1982 blev teknisk licentiat, 1984 teknisk doktor och 1985 docent, allt i teletransmissionsteori. I februari 1993 utsågs han till professor i kommunikationssystem av dåvarande utbildningsminister Per Unckel och han innehar professuren vid Chalmers tekniska högskola.
Från 1991 till 1995 var han ordförande i organisationen European IFYE (International Four-H Youth Exchange).
Han var prefekt för institutionen för Signaler och System 2005–2016 och var chef för avdelningen för Ledningsstöd inom Chalmers verksamhetsstöd 2016– 2019.
Hans forskningsbidrag är huvudsakligen inom trådlös kommunikation av den typen som används i mobila kommunikationssystem från GSM till 5G.

## Utmärkelser
- Arne Svensson fick Young Scientist Award av URSI (Union Radio-Scientifique Internationale) år 1984.[3]

1986 fick han Paper of the Year Award av IEEE VTS för artikeln med titel “Performance Evaluation of Differential and Discriminator Detection of Continuous Phase
Modulation,” med medförfattaren Carl-Erik Sundberg som publicerades i Vol. VT-35, No. 3, Aug. 1986, pp. 106–117.
- Fellow i IEEE sedan 2001.[5]